# XXXX
XXXX (izgovorjava four-X) je znamka piva, ki ga izdeluje pivovarna Castlemaine Perkins iz Miltona, Brisbane, avstralska zvezna država Queensland.

## Zgodovina
Znamka XXXX je bila ustanovljena leta 1924, zaščitila pa jo je pivovarna Castlemaine Brewers, ki je kasneje postala pivovarna Castlemaine Perkins. Na prvih steklenicah z znamko XXXX je bila na etiketi narisana skica pivovarne, ki je z raznimi dodelavami (te so bile logična posledica rasti pivovarne) še danes eden od zaščitnih znakov te blagovne znamke. V petdesetih letih 20. stoletja so ogromen osvetljen znak 'XXXX' postavili tudi na pivovarno.

## Blagovna znamka
Ime XXXX je pivovarna izbrala leta 1924 in predstavlja stare oznake za moč ale-a. Sprva so velike črke X uporabili na pivu XXX Sparkling Ale leta 1878, danes pa se kot blagovna znamka pojavlja na pivih XXXX Bitter, XXXX Gold, XXXX Draught/Original Draught, XXXX Light Bitter (Lager), XXXX DL (Diet Lager) in Sovereign (Lager).
V preteklosti je pivovarna izdelovala tudi piva Thirsty Dog (pšenično pivo) in XXX Sparkling Ale. Slednjega se dobi samo še v uradni XXXX pivnici poleg pivovarne.

### XXXX Bitter
XXXX Bitter je pale lager, ki se prodaja pod blagovno znamo XXXX.

### XXXX Gold
XXXX Gold srednje močni lager s 3,5% vol.